# Stefan Mikulicz
Stefan Mikulicz (* 3. November 1952 in Stockholm) ist ein deutscher Politiker (CDU) und war von 2003 bis 2019 Oberbürgermeister der Großen Kreisstadt Wertheim. Er war das 25. Stadtoberhaupt seit 1810.

## Leben
Sein Vater Hans Mikulicz war Tierarzt und Diplomlandwirt. Seine Mutter Eleonore Mikulicz war Lehrerin von Beruf. Stefan Mikulicz wuchs in Nordrhein-Westfalen auf, nachdem seine Eltern dorthin umgezogen waren, als er drei Jahre alt war. Nach dem Abitur in Bochum studierte er von 1974 bis 1978 an der Fachhochschule Aachen Architektur und schloss als Diplom-Ingenieur ab. Von 1978 bis 1984 absolvierte Mikulicz parallel zum Beruf ein Architekturstudium mit dem Vertiefungsschwerpunkt Stadtplanung an der Universität Stuttgart, das er als Diplom-Ingenieur beendete. Von 1979 bis 1989 war er als Stadtplaner und Architekt tätig und von 1984 bis 1989 zudem Lehrbeauftragter und wissenschaftlicher Mitarbeiter in der Forschung am Städtebaulichen Institut der Universität Stuttgart.
1989 wurde Mikulicz Sachgebietsleiter beim Stadtplanungsamt Essen, ehe er von 1991 bis 1995 als Technischer Beigeordneter der Stadt Kornwestheim fungierte. Von 1995 bis 2003 bekleidete Mikulicz das Amt des Bürgermeisters in Heidenheim an der Brenz und im Mai 2000 wurde er als Erster Bürgermeister gewählt. Am 16. März 2003 stellte er sich der Wahl zum Oberbürgermeister der Stadt Wertheim. Mit 59,2 Prozent der abgegebenen Stimmen setzte er sich im ersten Wahlgang gegen Thomas Kraft von der SPD (40,2 Prozent) durch. Bei der Wahl am 27. März 2011 wurde Mikulicz im Amt des Oberbürgermeisters mit 55,5 Prozent bestätigt. Seine Herausforderin Katja Weitzel (SPD) kam auf 44 Prozent der Stimmenanteile. Bei der OB-Wahl vom 3. Februar 2019 trat Mikulicz nicht mehr an. Sein Nachfolger ist der 30-jährige Markus Herrera Torrez (SPD).
Mikulicz gehört seit 1995 der CDU an. Bis 2003 war er Mitglied der CDU-Fraktion im Kreistag Heidenheim an der Brenz und in der Verbandsversammlung des Regionalverbands Ostwürttemberg. Seit der Wahl 2004 ist er Mitglied der CDU-Fraktion im Kreistag Main-Tauber und fungiert derzeit als Vorsitzender der CDU-Fraktion im Regionalverband Heilbronn-Franken.
Im DRK-Kreisverband hat Mikulicz das Amt des stellvertretenden Vorsitzenden inne und ist Vorsitzender des Förderkreises der Akademie der Polizei Baden-Württemberg in Wertheim.
Stefan Mikulicz ist mit Annette Mikulicz, von Beruf Diplom-Ingenieurin und Architektin, verheiratet. Das Paar hat drei Töchter.

## Quelle
- Fränkische Nachrichten (FN) Ausgabe Samstag, 3. Nov. 2012 zum 60. Geburtstag

| Personendaten    | Personendaten             |
| ---------------- | ------------------------- |
| NAME             | Mikulicz, Stefan          |
| KURZBESCHREIBUNG | deutscher Politiker (CDU) |
| GEBURTSDATUM     | 3. November 1952          |
| GEBURTSORT       | Stockholm                 |